# Paleček & Co.
Paleček & Co. war ein Hersteller von Automobilen und Automobilzubehör aus Österreich-Ungarn, nach Ende der österreichischen Monarchie im Jahr 1918 aus der Tschechoslowakischen Republik.

## Unternehmensgeschichte
Das Unternehmen aus Prag-Karlín begann 1912 mit der Produktion von Automobilen. Der Markenname lautete Aero. 1914 endete die Automobilproduktion. Nach dem Ersten Weltkrieg entstand Automobilzubehör. 1926 wurde das Unternehmen aufgelöst.

## Fahrzeuge
Der Typ B war ein Cyclecar, das von einem wassergekühlten Zweizylindermotor über ein Reibradgetriebe angetrieben wurde. Die offene Karosserie bot Platz für zwei Personen. Das Leergewicht war mit 350 kg angegeben, die Höchstgeschwindigkeit mit 65 km/h, und der Kraftstoffverbrauch mit 6 Litern auf 100 km.
Der Typ D hatte einen Vierzylindermotor mit stehenden Ventilen. Aus 65 mm Bohrung und 115 mm Hub ergaben sich 1526 cm³ Hubraum. Der Motor leistete 14 PS (10 kW) und wirkte auf ein Dreiganggetriebe. Die Höchstgeschwindigkeit war mit 65 km/h angegeben. Der Neupreis betrug 3200 Kronen.
Im Oktober 1924 waren noch zwei Fahrzeuge dieses Herstellers zugelassen.